# Amira Casar
Amira Casar (Londres, 1 de mayo de 1971) es una actriz y modelo francesa, nacida en Reino Unido. Es hija de una cantante de ópera rusa y de un hombre de origen kurdo. 
A los 14 años fue descubierta por Helmut Newton en una playa de la Costa Azul, posó para Vogue y Vanity Fair y trabajó como modelo para Chanel, Jean-Paul Gaultier y Helmut Lang. Estudió drama en el Conservatoire national supérieur d'art dramatique, en París y comenzó a trabajar en el cine en 1989, cuando participó en el filme Erreur de jeunesse, película en la que realizó un papel secundario y en cuyos créditos aparece con el nombre artístico de Amira Zanganeh.

## Filmografía parcial
- Erreur de jeunesse (1989), como la chica en el metro.
- Mujeres a flor de piel (1995), como Alice.
- Mirada líquida (1996), como Ana.
- La Vérité si je mens! (1997), como Sandra Benzakhem.
- ¿Entiendes? (1999), como Camille.
- Buñuel y la mesa del rey Salomón (2001), como Fátima.
- Pintar o hacer el amor (2005), como Eva.
- El afinador de terremotos (2006), como Malvina van Stille.
- Transylvania (2006), como Marie.
- Saint Laurent (2014), como Anne-Marie Munoz
- Call Me by Your Name (2017), como Annella
- At Eternity's Gate (2018), como Johanna van Gogh-Bonger
- Los salvajes ( TV series) (2019) Daria

## Televisión
Participa en la serie de televisión franco-canadiense Versailles, que relata la construcción del Palacio de Versalles durante el reinado de Luis XIV, en el papel de Madame de Clermont. Estuvo durante la primera temporada (8 epsisodios).

## Premios
En el año 1988 fue nominada en la categoría "Actriz más prometedora" (Meilleur espoir féminin) en los Premios César, de Francia, por el filme La Vérité si je mens!.